# Goran Fiorentini
Goran Fiorentini (Spalato, 21 novembre 1981) è un pallanuotista croato naturalizzato italiano.

## Biografia
È il fratello di Deni ed è il figlio dell'ex-pallanuotista jugoslavo Branko Jovanović.

## Statistiche

### Presenze e reti nei club
Statistiche parziali aggiornate al 26 giugno 2011.
| Stagione                | Squadra                 | Campionato              | Campionato | Campionato | Coppe nazionali | Coppe nazionali | Coppe nazionali | Coppe continentali | Coppe continentali | Coppe continentali | Totale | Totale |
| Stagione                | Squadra                 | Comp                    | Pres       | Reti       | Comp            | Pres            | Reti            | Comp               | Pres               | Reti               | Pres   | Reti   |
| ----------------------- | ----------------------- | ----------------------- | ---------- | ---------- | --------------- | --------------- | --------------- | ------------------ | ------------------ | ------------------ | ------ | ------ |
| 2001-02                 | Leonessa Brescia        | A1                      | ?          | ?          |                 | -               | -               |                    | -                  | -                  | ?      | ?      |
| 2002-03                 | Leonessa Brescia        | A1                      | ?          | ?          |                 | -               | -               |                    | -                  | -                  | ?      | ?      |
| 2003-04                 | Leonessa Brescia        | A1                      | ?          | ?          |                 | -               | -               |                    | -                  | -                  | ?      | ?      |
| 2004-05                 | Leonessa Brescia        | A1                      | ?          | ?          |                 | -               | -               |                    | -                  | -                  | ?      | ?      |
| 2005-06                 | Leonessa Brescia        | A1                      | ?          | ?          |                 | -               | -               |                    | -                  | -                  | ?      | ?      |
| Totale Leonessa Brescia | Totale Leonessa Brescia | Totale Leonessa Brescia | ?          | ?          |                 | -               | -               |                    | -                  | -                  | ?      | ?      |
| 2006-07                 | Pro Recco               | A1                      | ?          | ?          |                 | -               | -               |                    | -                  | -                  | ?      | ?      |
| 2007-08                 | Pro Recco               | A1                      | ?          | ?          |                 | -               | -               |                    | -                  | -                  | ?      | ?      |
| Totale Pro Recco        | Totale Pro Recco        | Totale Pro Recco        | ?          | ?          |                 | -               | -               |                    | -                  | -                  | ?      | ?      |
| 2008-09                 | R.N. Savona             | A1                      | ?          | ?          |                 | -               | -               |                    | -                  | -                  | ?      | ?      |
| 2009-10                 | R.N. Savona             | A1                      | ?          | ?          |                 | -               | -               |                    | -                  | -                  | ?      | ?      |
| 2010-11                 | R.N. Savona             | A1                      | 27         | 56         | C.I.            | 3               | 1               | E.L. - C.L.        | 14                 | 23                 | 44     | 80     |
| 2011-12                 | R.N. Savona             | A1                      | ?          | ?          | C.I.            | -               | -               | C.L. - E.C.        | -                  | -                  | ?      | ?      |
| Totale R.N. Savona      | Totale R.N. Savona      | Totale R.N. Savona      | ?          | ?          |                 | -               | -               |                    | -                  | -                  | ?      | ?      |
| Totale carriera         | Totale carriera         | Totale carriera         | ?          | ?          |                 | -               | -               |                    | -                  | -                  | ?      | ?      |

## Palmarès

### Club
- Campionato italiano: 3

Leonessa Brescia: 2002-03
Pro Recco: 2006-07, 2007-08
- Coppe Italia: 2

Pro Recco: 2006-07, 2007-08
- Eurolega: 2

Pro Recco: 2006-07, 2007-08
- Coppe LEN: 5

Leonessa Brescia: 2001-02, 2002-03, 2005-06
R.N. Savona: 2010-11, 2011-12
- Supercoppa LEN: 1

Pro Recco: 2007
- Campionato svizzero: 3

Lugano: 2015-16, 2016-17, 2017-18
- Coppa di Svizzera: 3

Lugano: 2015-16, 2016-17, 2017-18

### Nazionale
- Mondiali

Barcellona 2003: 
- World League

New York 2003: 
- Europei

Budapest 2001: 
- Giochi del Mediterraneo

Almeria 2005: 
Pescara 2009: